# Aga Khan III
Aga Khan III (in persiano: آغا خان الثالث; Karachi, 2 novembre 1877 – Assuan, 11 luglio 1957), era il titolo di Mahommed Shah (in persiano سلطان محمد شاه), il 48º Imam dei musulmani Ismailiti Nizariti.
È stato uno dei fondatori ed il primo presidente della Lega musulmana indiana, che auspicava la ripartizione del territorio indiano negli Stati distinti di Pakistan e India, ed è stato presidente dell'Assemblea Generale della Società delle Nazioni nel 1937.

## Biografia

### Infanzia e ascesa all'Imamato
Figlio unico di Aga Khan II e della sua terza moglie, Nawab A'lia Shamsul-Muluk, all'età di sette anni Mahommed Shah successe al padre, come Imam dei musulmani Ismailiti Nizariti, alla sua morte avvenuta nel 1885.

### Imam dei musulmani Ismailiti Nizariti

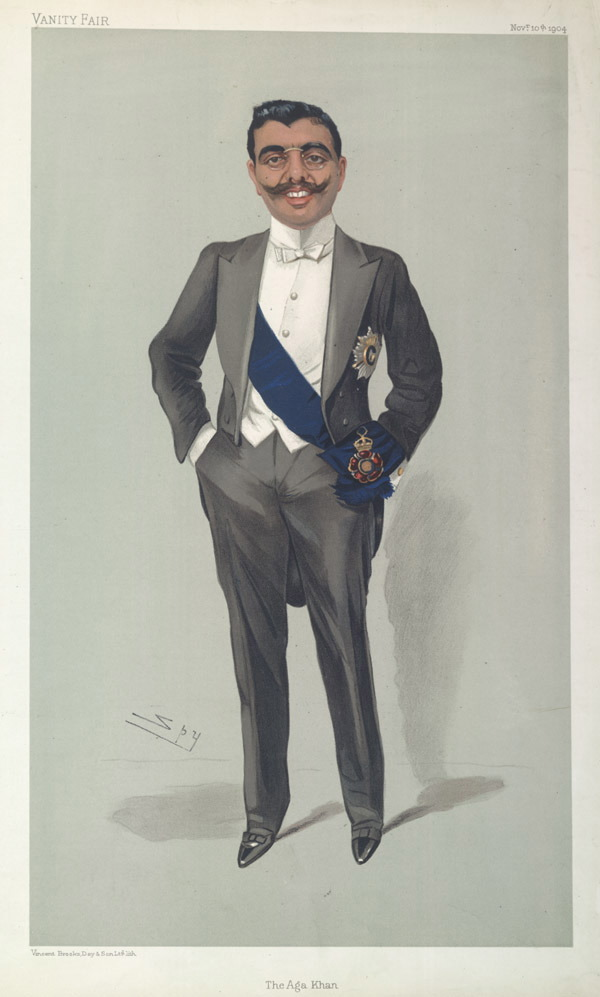
Caricatura di Aga Khan III

L'Aga Khan viaggiò nelle zone più remote del mondo per ricevere l'omaggio dei suoi seguaci e con l'obiettivo sia di appianare le divergenze politiche che fornire aiuto economico e consulenza personalizzata. Il titolo onorifico di Cavaliere Commendatore dell'impero indiano gli fu conferito dalla regina Vittoria nel 1897, a cui seguì il titolo di Cavaliere Gran Commendatore nel 1902, assegnatogli da Edoardo VII. Ricevette anche vari riconoscimento per i suoi servizi pubblici da parte dell'imperatore tedesco, dal sultano della Turchia, dallo scià di Persia e da altre autorità.

### Matrimoni

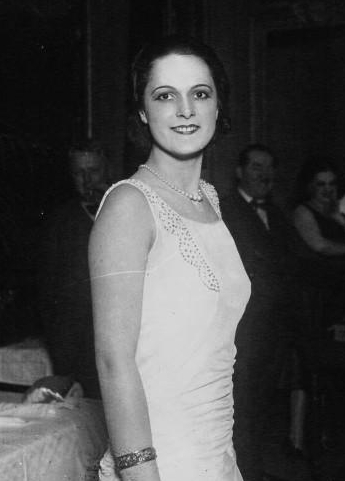
Yvette Labrousse

Aga Khan III è stato sposato quattro volte:
- Nel 1893 sposò Shahazda Begum, sua cugina e nipote di Aga Khan I.
- Nel 1908 sposò la ballerina Cleope Teresa Magliano (1888-1926),[2] dalla quale ebbe due figli: Giuseppe Mahdi Khan (1911) e Aly Khan (1911-1960).
- Nel 1929 sposò Andrée Joséphine Carron (1898-1976), co-proprietaria di un negozio di abbigliamento a Parigi, che divenne conosciuta come principessa Andrée Aga Khan, benché non si sia mai convertita all'islam. Da questo matrimonio nacque il principe Sadruddin Aga Khan (1933-2003).
- Nel 1944 sposò Yvette Blanche Labrousse, miss Francia 1930, che fu rinominata Om Habibeh e, dopo la sua morte, Begum Mata Salamat, ovvero Madre della Pace.

### Cavalli da corsa

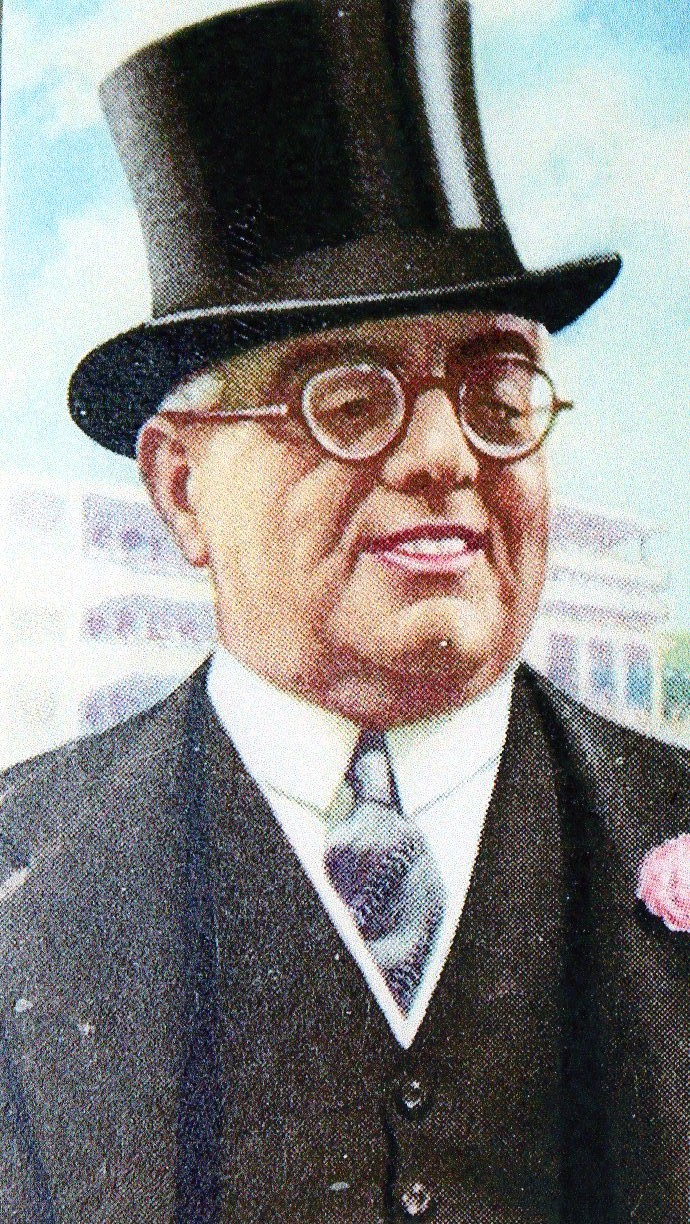
Aga Khan III

Aga Khan III era il proprietario di diversi cavalli purosangue da corsa, tra i quali cinque vincitori del Derby di Epsom, e un totale di sedici vincitori delle British Classic Races. Secondo Ben Pimlott, biografo della regina Elisabetta II, l'Aga Khan regalò alla regina una puledra chiamata Astrakhan, che vinse una Hurst Park Racecourse nel 1950. Nel 1926 inoltre istituì l'Aga Khan Trophy, una gara che si teneva annualmente durante la prima settimana di agosto a Dublino.

### Ultimi anni e morte

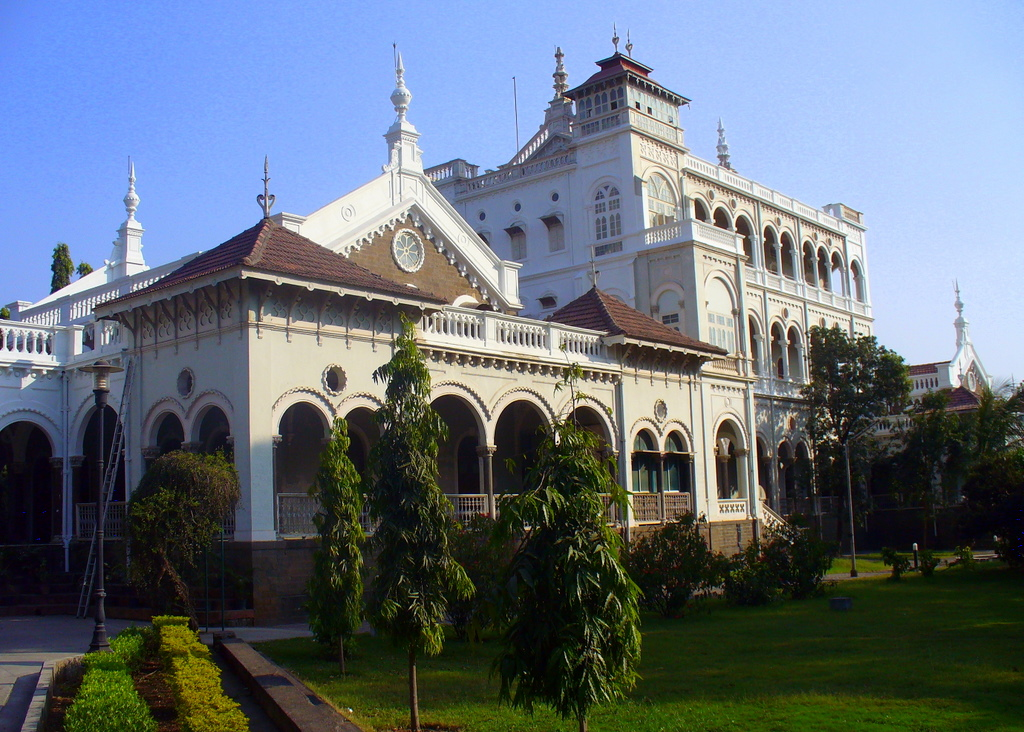
Il palazzo di Pune

Scrisse anche numerosi trattati, due dei quali di riconosciuta importanza: India in Transition, relativamente alla partecipazione politica dell'India sulla scena mondiale e World Enough & Time - The Memoirs of Sir Sultan Mohammed Shah, Aga Khan III, la sua autobiografia. Iniziato nel dicembre 1951, fu membro della massoneria indiana ed ebbe funerali massonici.

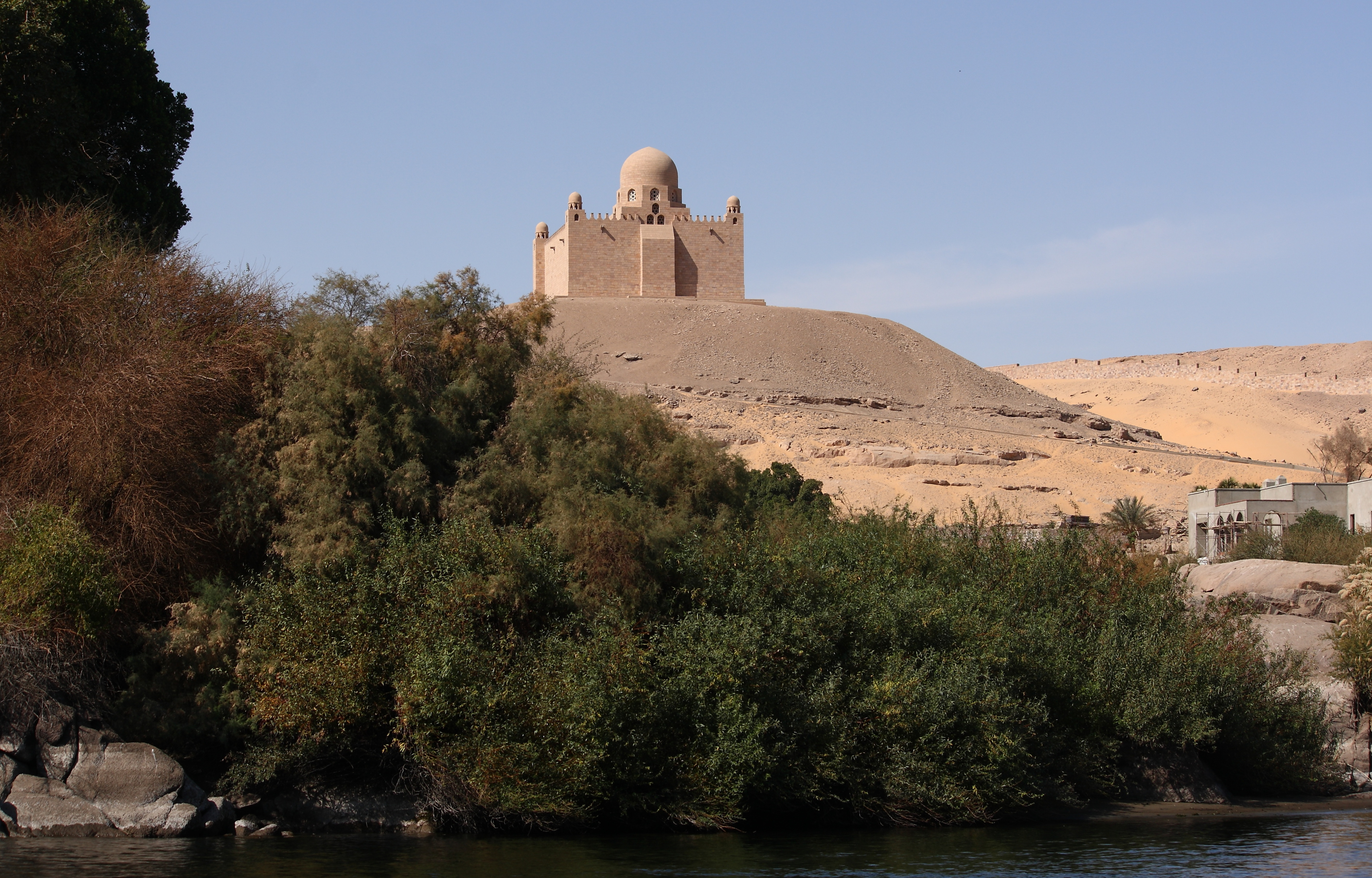
La tomba di Aga Khan III ad Assuan

Aga Khan III è stato sepolto ad Assuan (Egitto), sulla riva occidentale del Nilo, in un mausoleo voluto dalla sua ultima moglie, dove, nel 2000, venne tumulata pure lei. Dopo la sua morte gli succedette suo nipote, Karim Aga Khan IV, nel rango di capo degli Ismailiti.